# Exo Planet 2 – The Exo'luxion
Правильна назва цієї сторінки — Exo Planet #2 – The Exo'luxion, але її не можна використовувати через технічні обмеження.
Exo Planet #2 — The Exo'luxion (стилізований як EXO PLANET #2 — The EXO'luXion) — другий тур південнокорейсько-китайського бой-бенду Exo. Тур розпочався на Олімпійській гімнастичній арені в Сеулі 7 березня 2015 року. Тур був офіційно оголошений у січні 2015 року з першими п'ятьма датами в Південній Кореї. У турі було 39 дат по всій Азії та п'ять дат у Північній Америці.
24 серпня 2015 року учасник Тао подав позов проти SM Entertainment і припинив свою участь у турі Exo Planet #2 — The Exo'luxion, а решта дев'ять учасників продовжили рекламний тур без нього.

## Концерти
| Дата                 | Місто                | Країна               | Місце відвідування                   | Кількість відвідувачів |
| Азія                 | Азія                 | Азія                 | Азія                                 | Азія                   |
| -------------------- | -------------------- | -------------------- | ------------------------------------ | ---------------------- |
| March 7 2015         | Сеул                 | Південна Корея       | Olympic Gymnastics Arena             | 70,000                 |
| 8 березня 2015       | Сеул                 | Південна Корея       | Olympic Gymnastics Arena             | 70,000                 |
| 3 березня 2015       | Сеул                 | Південна Корея       | Olympic Gymnastics Arena             | 70,000                 |
| 14 березня 2015      | Сеул                 | Південна Корея       | Olympic Gymnastics Arena             | 70,000                 |
| 15 Березня 2015      | Сеул                 | Південна Корея       | Olympic Gymnastics Arena             | 70,000                 |
| 30 травня 2015       | Шанхай               | КНР                  | Mercedes-Benz Arena (Shanghai)       | 20,000                 |
| 31 травня 2015       | Шанхай               | КНР                  | Mercedes-Benz Arena (Shanghai)       | 20,000                 |
| 12 червня 2015       | Тайбей               | Тайвань              | Taipei Arena                         | 20,000                 |
| 13 червня 2015       | Тайбей               | Тайвань              | Taipei Arena                         | 20,000                 |
| 20 червня 2015       | Бангкок              | Таїланд              | Impact Arena                         | 22,000                 |
| 21 червня 2015       | Бангкок              | Таїланд              | Impact Arena                         | 22,000                 |
| 18 липня 2015        | Пекін                | КНР                  | MasterCard Center                    | 20,000                 |
| 19 липня 2015        | Пекін                | КНР                  | MasterCard Center                    | 20,000                 |
| 1 серпня 2015        | Ченду                | КНР                  | Chengdu Sports Centre Stadium        | —                      |
| 16 серпня 2015       | Чеп Лапкок           | Гонконг              | Asia World–Arena                     | 20,000                 |
| 17 серпня 2015       | Чеп Лапкок           | Гонконг              | Asia World–Arena                     | 20,000                 |
| 22 серпня 2015       | Сіань                | КНР                  | Shaanxi Province Stadium             | —                      |
| 12 вересня 2015      | Чунцін               | КНР                  | Chongqing Olympic Sports Center      | —                      |
| 17 жовтня 2015       | Гуанчжоу             | КНР                  | Guangzhou International Sports Arena | 10,000                 |
| 31 жовтня 2015       | Фукуока              | Японія               | Marine Messe Fukuoka                 | 300,000                |
| 1 листопада 2015     | Фукуока              | Японія               | Marine Messe Fukuoka                 | 300,000                |
| 6 листопада 2015     | Токіо                | Японія               | Tokyo Dome                           | 300,000                |
| 7 листопада 2015     | Токіо                | Японія               | Tokyo Dome                           | 300,000                |
| 8 листопада 2015     | Токіо                | Японія               | Tokyo Dome                           | 300,000                |
| 13 листопада 2015    | Осака                | Японія               | Osaka Dome                           | 300,000                |
| 14 листопада 2015    | Осака                | Японія               | Osaka Dome                           | 300,000                |
| 15 листопада 2015    | Осака                | Японія               | Osaka Dome                           | 300,000                |
| 21 листопада 2015    | Котай                | Макао                | Cotai Arena                          | —                      |
| 12 грудня, 2015      | Нанкін               | КНР                  | Nanjing Olympic Sports Center        | 10,000                 |
| 9 січня, 2016        | Каллан               | Сінгапур             | Singapore Indoor Stadium             | 12,000                 |
| 10 січня 2016        | Каллан               | Сінгапур             | Singapore Indoor Stadium             | 12,000                 |
| 23 січня 2016        | Пасай                | Філіппіни            | Mall of Asia Arena                   | 20,000                 |
| 24 січня 2016        | Пасай                | Філіппіни            | Mall of Asia Arena                   | 20,000                 |
| Північна Америка     |                      |                      |                                      |                        |
| 10 лютого 2016       | Гранд-прері          | США                  | Verizon Theatre                      | —                      |
| 12 лютого 2016       | Ванкувер             | Канада               | Thunderbird Arena                    | —                      |
| 14 лютого 2016       | Лос Анжелес          | США                  | Los Angeles Memorial Sports Arena    | 12,000                 |
| 19 лютого 2016       | Роузмонт             | США                  | Rosemont Theatre                     | —                      |
| 21 лютого 2016       | Ньюарк               | США                  | Prudential Center                    | 9,919                  |
| Азія                 |                      |                      |                                      |                        |
| 27 лютого 2016       | Джакарта             | Індонезія            | Indonesia Convention Exhibition      | 12,000                 |
| 5 березня 2016       | Далянь               | КНР                  | Dalian Sports Centre Stadium         | —                      |
| 12 березня 2016      | Куала-Лумпур         | Малайзія             | Stadium Merdeka                      | 15,000                 |
| 18 березня 2016      | Сеул                 | Південна Корея       | Olympic Gymnastics Arena             | 45,000                 |
| 19 березня 2016      | Сеул                 | Південна Корея       | Olympic Gymnastics Arena             | 45,000                 |
| 20 березня 2016      | Сеул                 | Південна Корея       | Olympic Gymnastics Arena             | 45,000                 |
| Орієнтовний підсумок | Орієнтовний підсумок | Орієнтовний підсумок | Орієнтовний підсумок                 | ~700,000               |